# مایکل رایت (هنرپیشه)
مایکل رایت (انگلیسی: Michael Wright؛ زادهٔ ۳۰ آوریل ۱۹۵۶) یک هنرپیشه، و صدا پیشه اهل ایالات متحده آمریکا است.